# Ilha de Taymyr
A ilha de Taymyr (em russo:  Остров Таймыр; Ostrov Taimir) é uma ilha localizada no Arquipélago Nordenskiöld, na costa ártica da Sibéria, em águas do mar de Kara. Administrativamente a ilha integra o krai de Krasnoyarsk da Federação Russa.
Em alguns mapas a ilha de Taymyr denomina-se simplesmente como Taymyra. Esta ilha não deve ser confundida com a ilha Maly Taymyr, situada no mar de Laptev, frente à costa sudeste da Terra do Norte (Sevérnaya Zemlia).

## Geografia
Tem comprimento de 36 km e largura média de 10 km. Está situada a oeste do golfo de Taymyr numa zona de ilhas frente à costa ocidental da península de Taymyr. O estreito entre a ilha de Taymyr e a costa siberiana chama-se estreito de Taymyr (Proliv Taymyrskiy), e tem comprimento de 25 km, com largura média de 3 km (apenas 1 km no seu ponto mais estreito).
As costas da ilha de Taymyr (e de algumas das suas grandes ilhas vizinhnas, como as ilhas Nansen, Bonevi e Pilota Majotkina), estão profundamente fendidas, com muitas ensenaas bastante retorcidas. Os estreitos entre esta ilha e as ilhas suas vizinhas são também algo labirínticos. Geologicamente, todas estas ilhas costeiras são uma continuação do arquipélago Nordenskiöld, que se prolonga para norte.
O mar de Kara, na zona que rodeia a ilha de Taymyr, está coberto de gelo com algumas polínias (áreas de águas abertas no meio da banquisa ou do gelo fixo, sem forma linear) durante os longos e duros invernos e há muitos icebergues, mesmo no verão ártico.
Faz parte da Reserva Natural do Grande Ártico, a maior reserva natural da Rússia e uma das maiores do mundo.

## História
Em outubro de 1900, durante a fatídica última expedição do Barão von Eduard Toll, o acampamento de inverno para o navio Zarya foi feito na ilha Nablyudeniy, construindo-se aí uma estação científica. A ilha Nablyudeniy é uma pequena ilha granítica localizada a sudoeste da ilha de Taymyr, situada numa baía que o barão Toll chamou "baía de Colin Archer" (Bukhta Kolin Archera), em homenagem ao engenheiro naval do estaleiro onde tinha sido construído o Zarya.